# 進行波炉

TWRの数値シミュレーション。赤: ウラン238（劣化ウラン)、薄緑: プルトニウム239、黒: 核分裂生成物。タイル間の青色の濃度は、中性子密度を示す

進行波炉（しんこうはろ、Traveling Wave Reactors: TWR）は、原子炉の一方式である。
第4世代原子炉の一つとされる。増殖炉の一種である。

## 概略
現在広く使われている加圧水型原子炉(PWR)や沸騰水型原子炉(BWR)では、燃料に濃縮ウランを用いているが、進行波炉はウラン濃縮過程で多く発生する廃棄物である劣化ウランを用いることができる。
核燃料である劣化ウランにて核分裂連鎖反応が開始された後、その反応が波状的に60年以上かけてゆっくりと進行する炉であることから進行波炉と呼ばれている。
最初の理論は1958年にソ連のサヴェリー・モイセヴィッチ・ファインバーグが提唱し、1996年には「水爆の父」エドワード・テラーが論文を発表していたが実用化に向けた研究は進まなかった。
日本でも東京工業大学原子炉工学研究所の関本博教授が非常によく似た概念である「CANDLE」と呼ばれる方式を研究している以外にはほとんど知られていなかった。
しかし2010年3月にマイクロソフト創業者のビル・ゲイツが出資するテラパワー社と東芝が共同で技術協力に向けた検討を始めたというニュース以降、日本でも知られるようになった。

## 炉の反応方法
反応原理は、ウラン238（劣化ウラン）に1個の中性子を衝突させると、ある割合でウラン239（核分裂性ウラン）が生成され、それがβ崩壊してネプツニウム239に変化して、さらにβ崩壊してプルトニウム239（核分裂性プルトニウム）となる。
その核分裂性のプルトニウム239に中性子が当って核分裂が生じ、その核分裂によって新たに数個の中性子が放出され、生じた中性子は周囲の反射板に当って段々と速度を落した後にウラン238やプルトニウム239に吸収されて次の反応を促し、核分裂反応が連続的に進行する。以上の過程で生成される熱エネルギーを利用するというもの。　
{\displaystyle \mathrm {^{238}_{\ 92}U+\,_{0}^{1}n\;\rightarrow \;_{\ 92}^{239}U\;\rightarrow \;_{\ 93}^{239}Np+\beta \;\rightarrow \;_{\ 94}^{239}Pu+\beta } }
テラパワー社の資料に拠れば、冷却材に金属ナトリウムを使用するプール型の炉である。
核燃料としては劣化ウランが用いられる。劣化ウランは核分裂性のウラン235の含有率が0.2%程度で、大部分が非核分裂性のウラン238であるため通常の原子炉では核燃料として使用されない。
核分裂連鎖反応の開始時には濃縮ウランを使用する。一旦連鎖反応が開始された後の通常発電状態、即ち定常状態においては中性子がウラン238に衝突することで核分裂性のプルトニウム239を生み出す。プルトニウムは核分裂しエネルギーと中性子を生み出す。（なお、濃縮ウランは反応開始時のみ必要とされる。）
利用済み（核分裂反応が終了した）領域が増大し、利用可能（核分裂反応が可能な）領域が減少することにより核分裂反応が起こっている領域が徐々に移動（進行）することから、「進行波炉」という名前が付けられている。